# Lenka Masná
Lenka Masná (* 22. dubna 1985 Nový Jičín) je česká běžkyně, půlkařka, několikanásobná mistryně České republiky v bězích.
K jejím prvním větším sportovním úspěchům patřilo splnění kvalifikačního limitu IAAF na halové MS pro rok 2008, když na mítinku v Linci doběhla na druhém místě v čase 2:03,93 minuty. Na Mistrovství světa v atletice 2009 v Berlíně skončila v semifinále na celkovém 20. místě. V roce 2010 na halovém MS v katarském Dauhá skončila v rozběhu na sedmém místě a jen těsně nepostoupila do šestičlenného finále.
22. května 2010 splnila v Ostravě-Vítkovicích limit na evropský šampionát v Barceloně. Na ME si v rozběhu vytvořila časem 1:59,71 nový osobní rekord a postoupila do osmičlenného finále, kde byla o 20 setin pomalejší a obsadila celkové 6. místo. Po pozdější diskvalifikaci soupeřky se posunula na páté místo. Startovala rovněž na olympiádě v Londýně v roce 2012.
V roce 2013 se nejdříve radovala z bronzové medaile na HME v Göteborgu ve štafetě, kde nahradila jinak úspěšnou členku Zuzanu Bergrovou. V běhu na 800 m časem 2:00,78 kvalifikovala na Mistrovství světa v atletice v Moskvě. Na samotném šampionátu v Moskvě si nejprve v rozběhu vylepšila nejlepší čas sezony a v semifinále pak i osobní rekord na 1:59,56. Ve finále už však na soupeřky nestačila a skončila osmá. Po pozdější diskvalifikaci soupeřky se posunula na sedmé místo.
V roce 2014 se kvalifikovala na HME, kde si vylepšila halové maximum na 2:01,25 do cíle doběhla šestá, ale opět po pozdější diskvalifikaci soupeřky se posunula na páté místo. V létě splnila kvalifikační limit na evropský šampionát v Curychu. Na mistrovství Evropy postoupila do semifinále, kde se jí nepodařilo vybojovat přímou postupovou pozici a ani čas 2:01,80 nestačil na postup do finále. V konečné klasifikaci jí tak patřila dělená devátá příčka.